# 洛松齐·盖佐
洛松齐·盖佐（匈牙利語：Losonczy Géza，1917年5月5日—1957年12月21日），匈牙利记者、政治家，《匈牙利民族报》主编、国际法学家，匈牙利劳动人民党改革派。生于埃尔谢克曹纳德，纳吉·伊姆雷的密友和支持者，1956年10月23日进入政治局，曾在匈牙利1956年革命中支持革命一方，主管新闻和宣传，于11月3日和蒂尔迪·佐尔坦一同召开了最后一场新闻发布会。苏联军队攻占布达佩斯时，与纳吉等人躲入南斯拉夫大使馆。后被逮捕。在布达佩斯监狱中等待审判期间发起绝食抗议，由于狱卒“无意中将喂食管插入气管”而死。